# 維多利亞市場

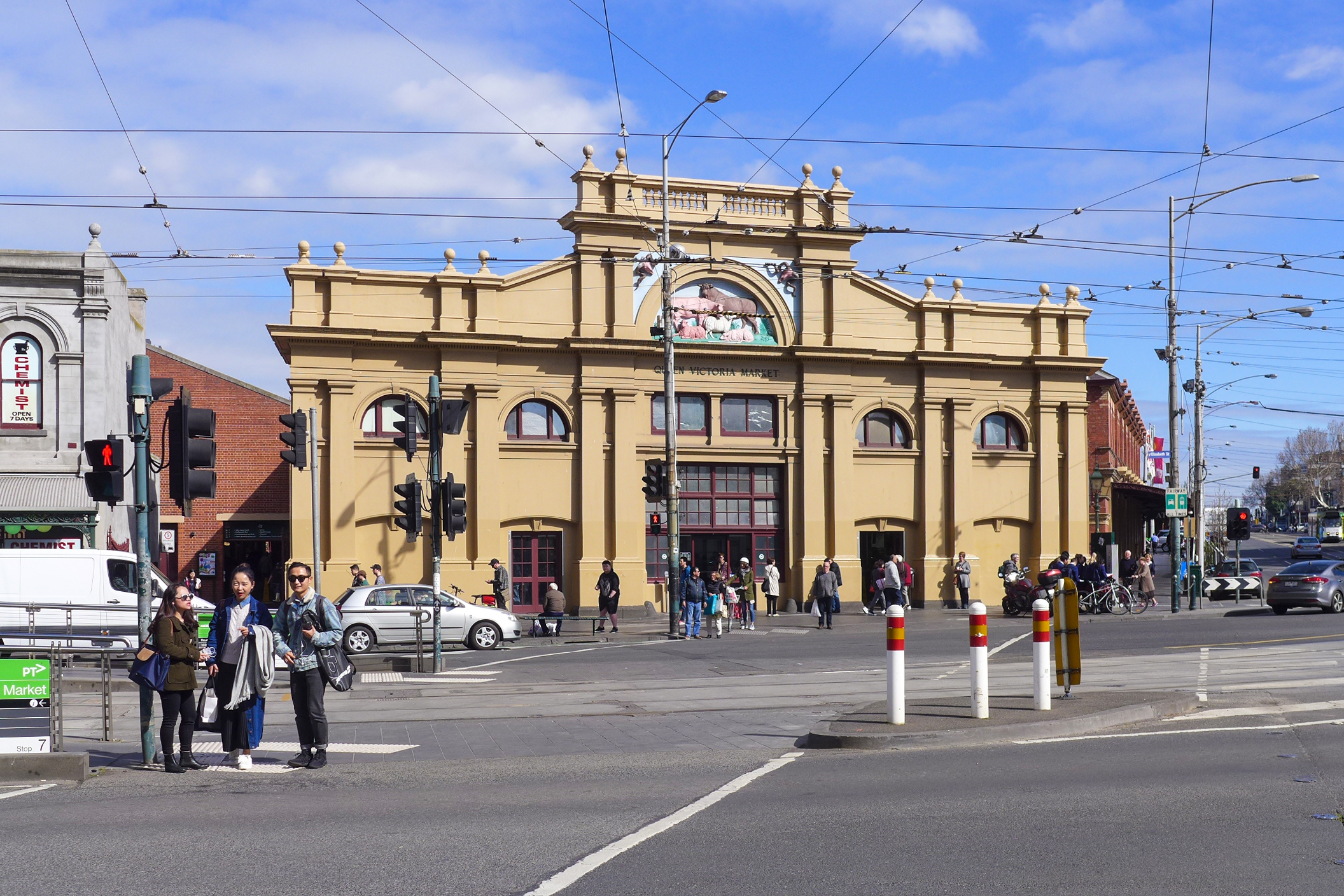
維多利亞市場外貌

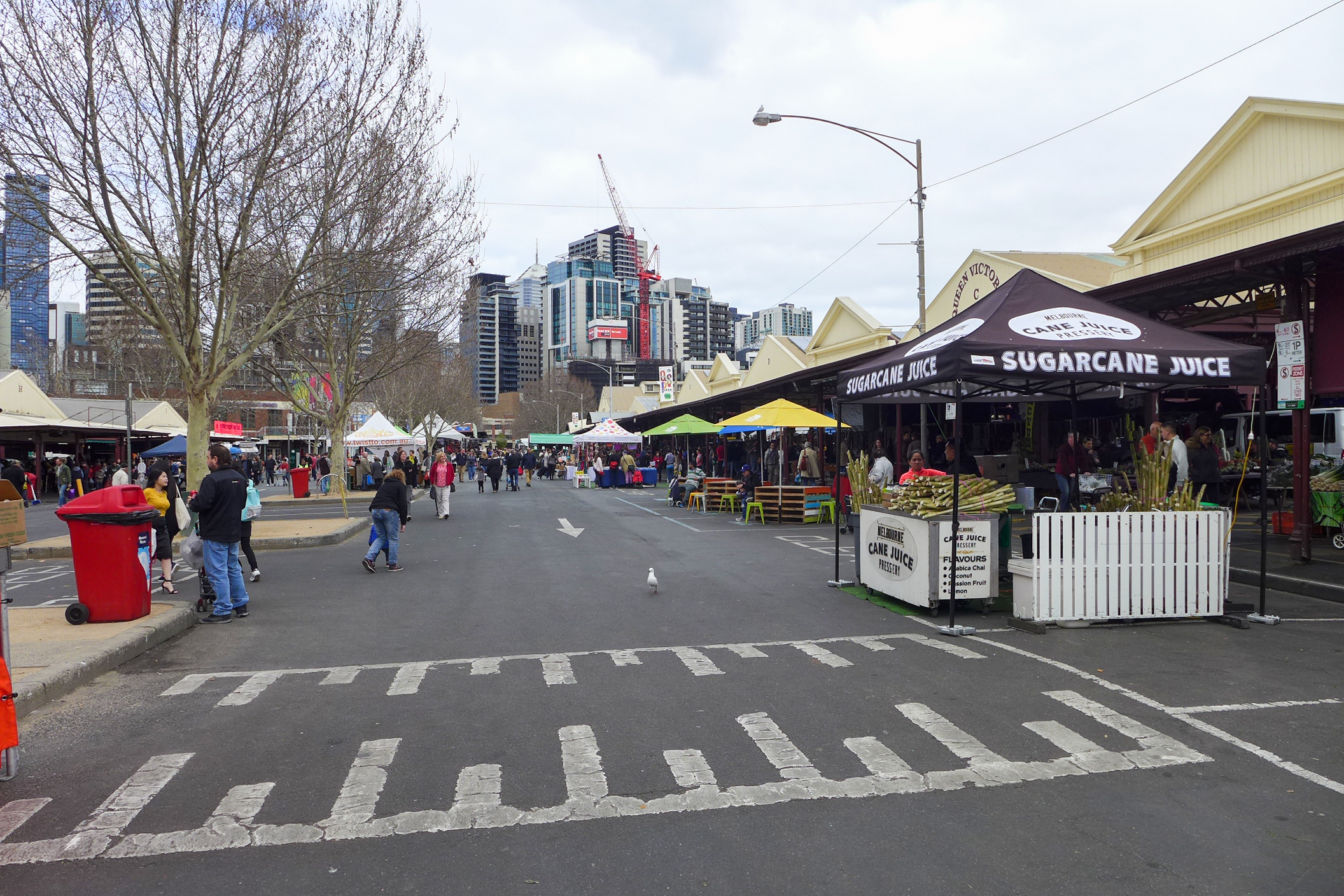
市場逢星期日有戶外市集

維多利亞市場（英語：Queen Victoria Market）位于澳洲的墨爾本市維多利亞街（Victoria Street）及伊麗莎白街（Elizabeth Street）交界，佔地約7公頃（17英畝），為南半球最大規模的露天市場，全球第三大規模的露天市場，亦是世界上著名旅遊景點之一。市場由1878年起開始運作至今，是唯一現存在墨爾本市中心內的19世紀市場，主要提供海鮮、肉類、蔬菜、生果等新鮮食品，並且設有雜貨區域，販賣各種廉價的衣服鞋襪及相關旅遊手信。市場逢星期一及星期三暫停營業，而在澳洲夏天期間則會舉辦夜市活動。2017年6月至9月27日，每個星期三晚上設冬季限定夜市。

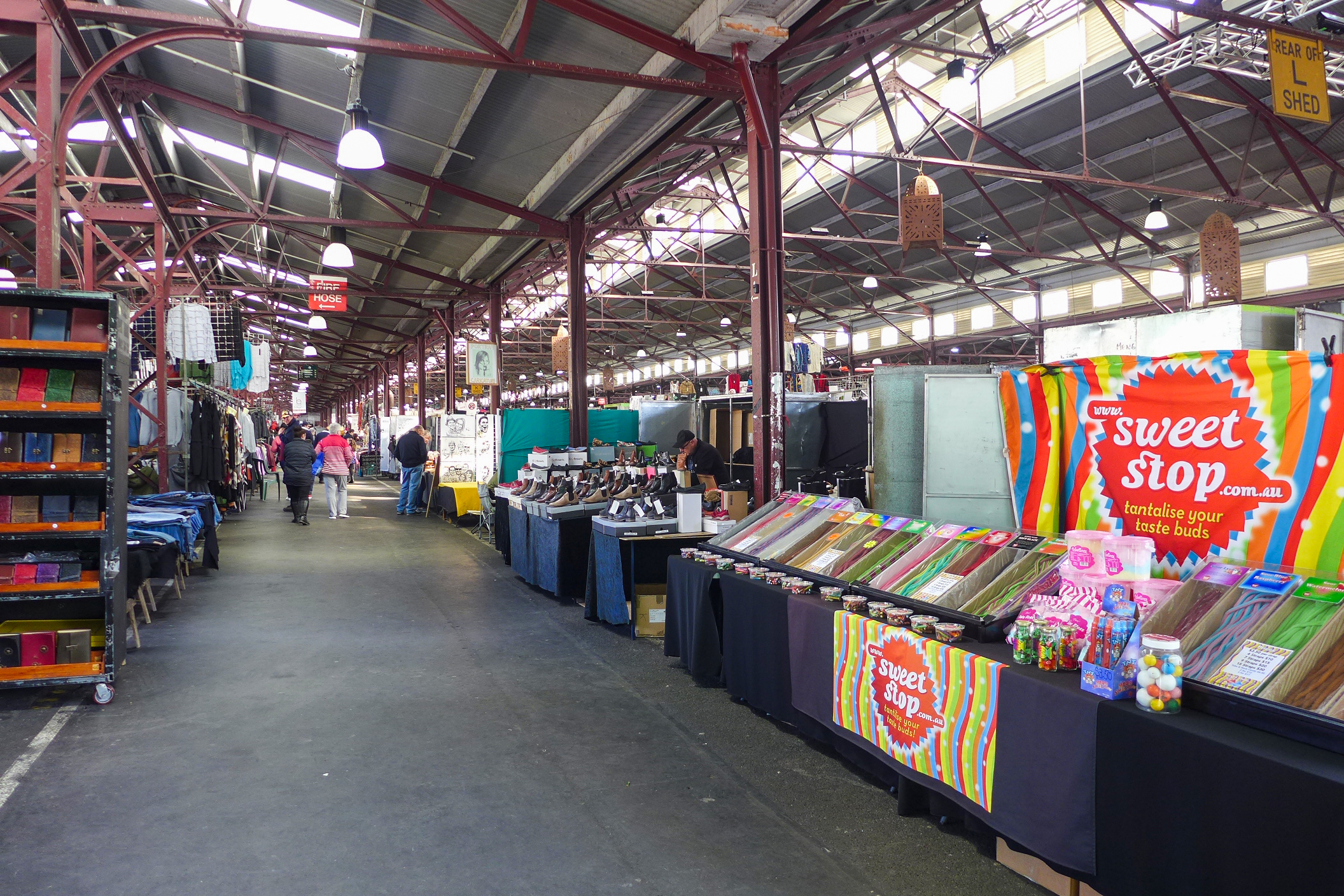
雜貨區域
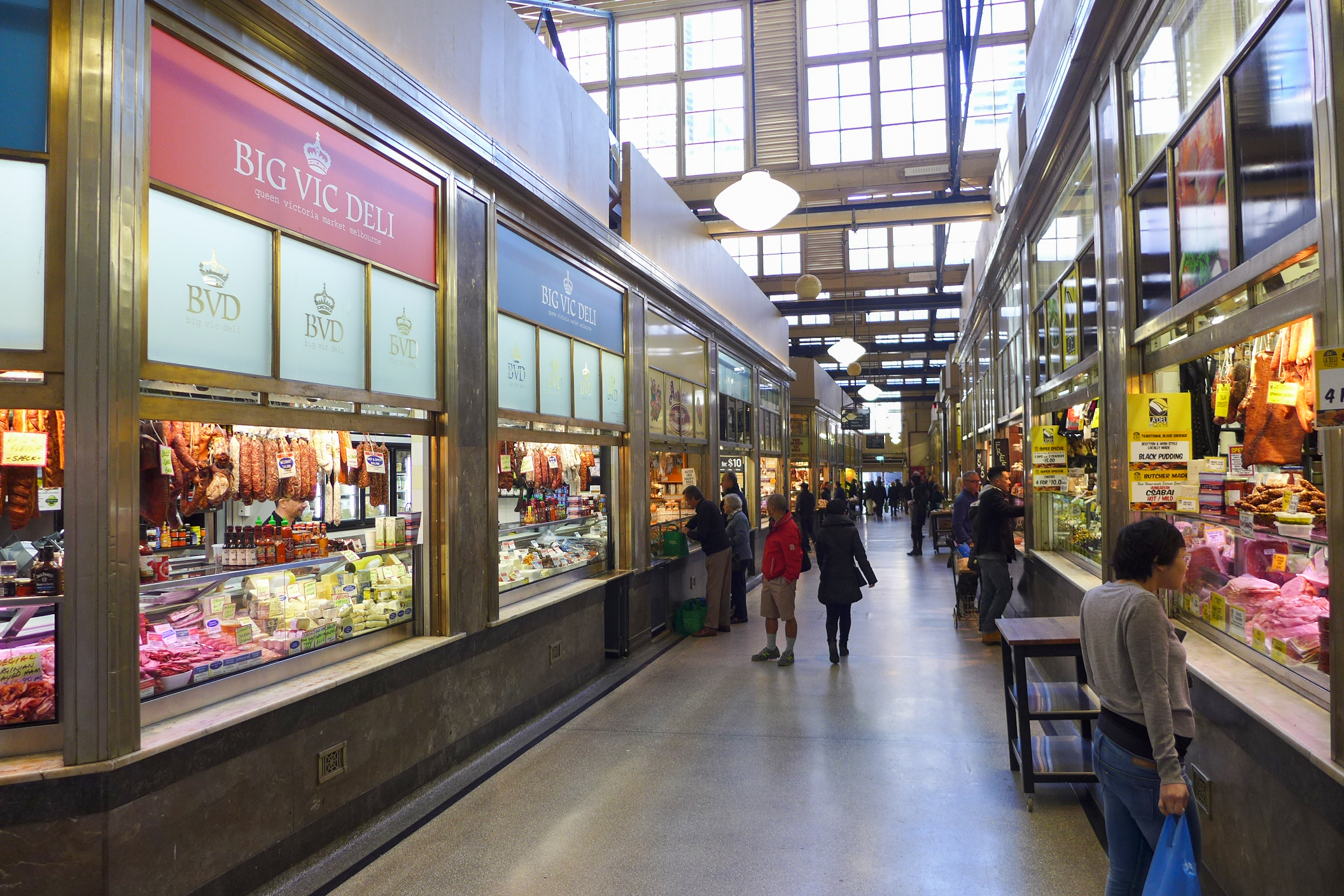
奶類製品
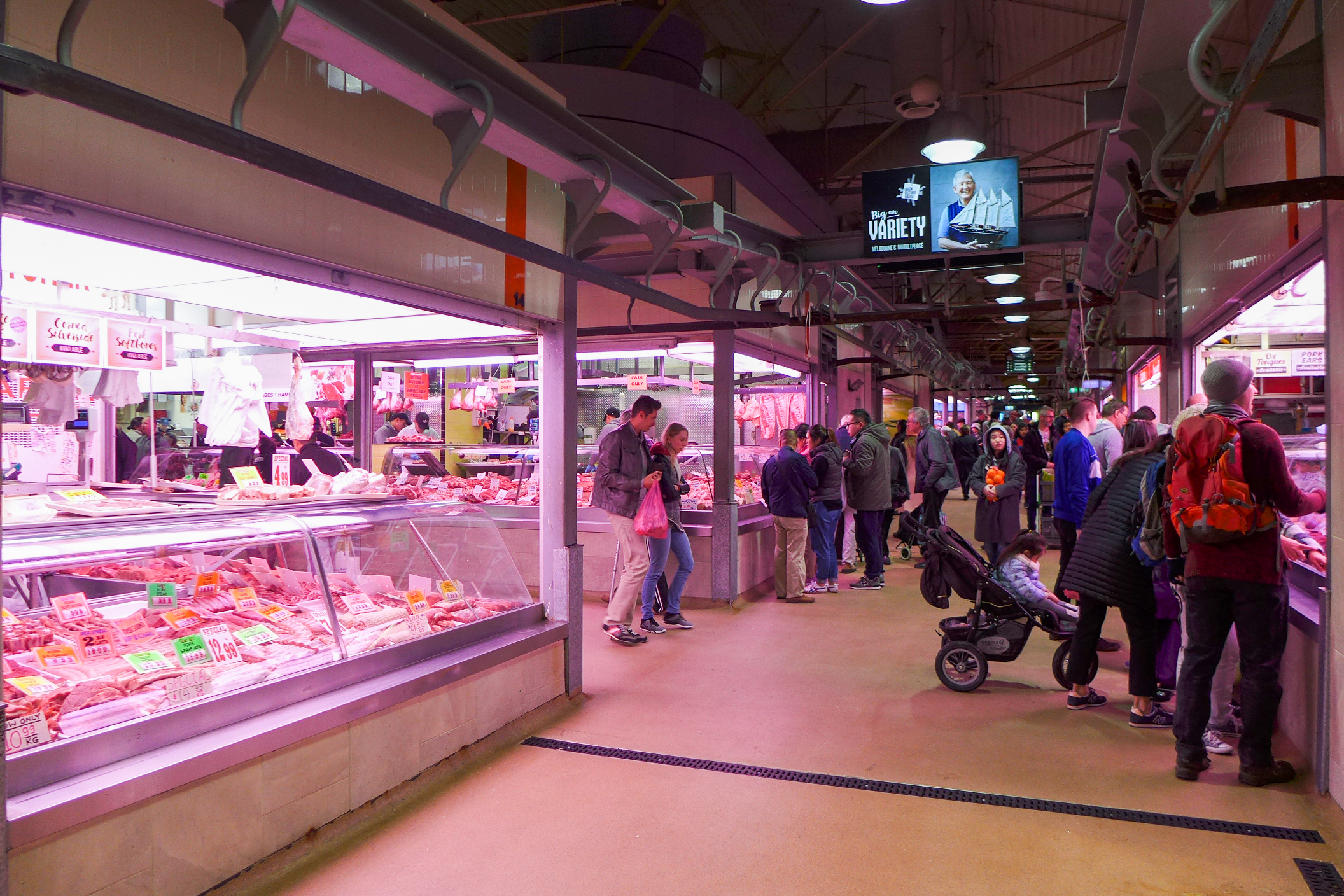
海鮮檔
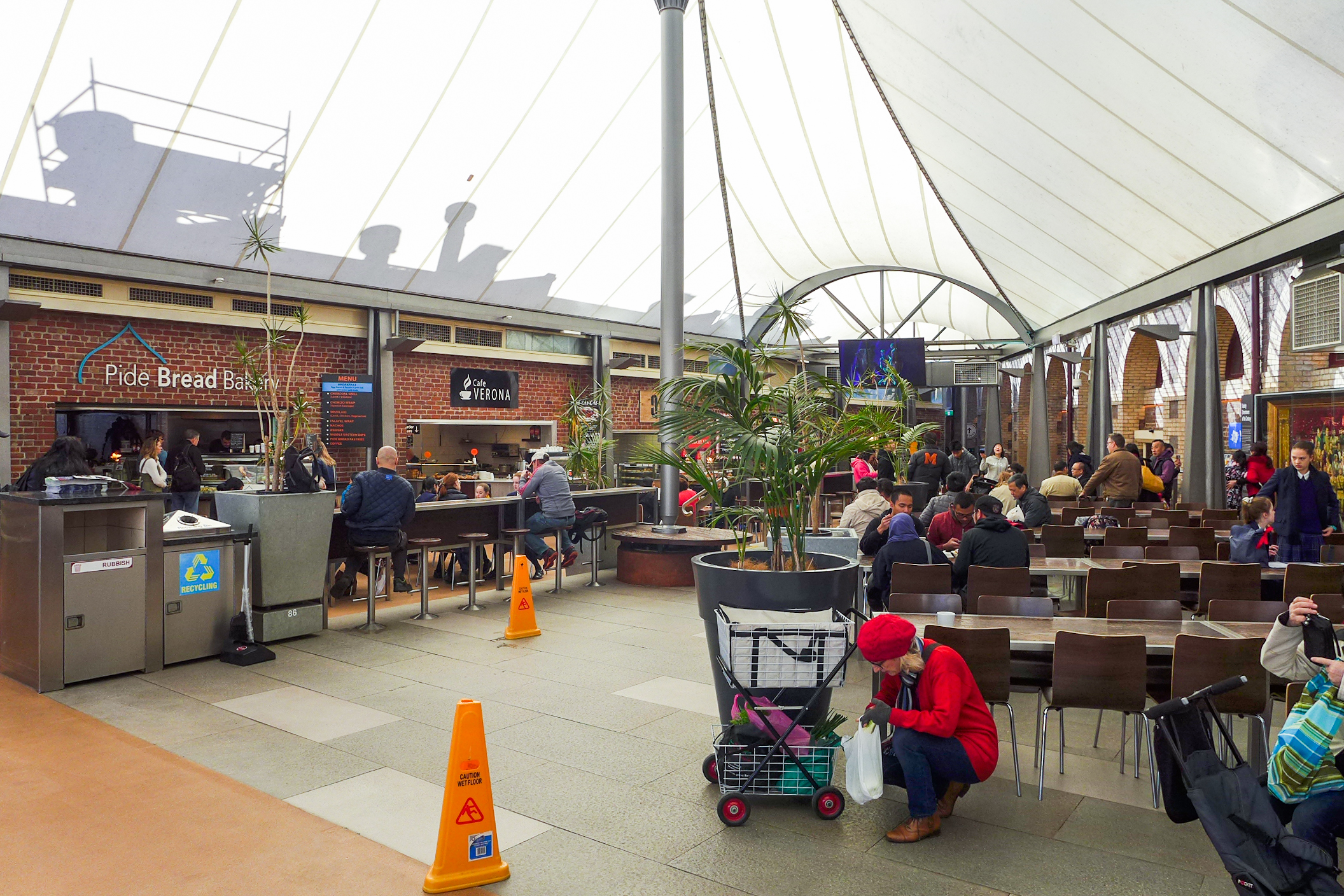
美食廣場